# Troposodon minor
Troposodon minor — вид родини Кенгурових. Місце знаходження викопних решток знаходяться в Новому Південному Уельсі, Квінсленді, Вікторії. Вихідним матеріалом, на основі якого був описаний вид включає верхню та нижню щелепи. 